# Laurent Olmedo
 (novembre 2021).
Si vous disposez d'ouvrages ou d'articles de référence ou si vous connaissez des sites web de qualité traitant du thème abordé ici, merci de compléter l'article en donnant les références utiles à sa vérifiabilité et en les liant à la section « Notes et références ».
Laurent Olmedo, né le 8 septembre 1963 à Saint-Germain-en-Laye, est un acteur français.

## Filmographie sélective

### Cinéma
- 1995 : Rosine de Christine Carrière : Pierre
- 1997 : J'irai au paradis car l'enfer est ici de Xavier Durringer : Antonio
- 1999 : Mille bornes d'Alain Beigel : le VRP de l'autoroute
- 2002 : Retour en ville (cm) : Karim Canama
- 2003 : Inquiétudes de Gilles Bourdos : inspecteur
- 2004 : 36, quai des Orfèvres d'Olivier Marchal : Tony Vargas
- 2005 : Chok-Dee de Xavier Durringer : un gardien
- 2005 : Je préfère qu'on reste amis... d'Éric Toledano et Olivier Nakache : l'animateur
- 2006 : Camping de Fabien Onteniente : le « 37 »
- 2007 : La Môme d'Olivier Dahan : Jacques Pills
- 2009 : Quelque chose à te dire de Cécile Telerman : Christian Meynia
- 2010 : Camping 2 de Fabien Onteniente : le « 37 »
- 2011 : Le Fils à Jo de Philippe Guillard : François
- 2011 : La Conquête de Xavier Durringer : Philippe Ridet
- 2011 : Les Lyonnais d'Olivier Marchal : Berry
- 2015 : On voulait tout casser de Philippe Guillard : le forain
- 2016 : Camping 3 de Fabien Onteniente : le « 37 »
- 2019 : You're Mine ! de Pascal Lastrajoli (cm) : le Bras Droit du Parrain de la Mafia
- 2020 : Papi Sitter de Philippe Guillard : Roberto
- 2022 : L'Homme parfait de Xavier Durringer : Conducteur Harley
- 2023 : Flo de Géraldine Danon : Le banquier
- 2025 : La Tournée de Florian Hessique

### Télévision
- 2000 : Une femme d'honneur : Pierre Mercier (saison 4, épisode 4 : Trafic de clandestins)
- 2001 : Joséphine, ange gardien : Martin, le parrain (saison 5, épisode 2 : La tête dans les étoiles)
- 2004 : Les Robinsonnes : Erwan
- 2005 : Dalida de Joyce Buñuel : Paulo de Sena
- 2005 : Une femme d'honneur : Hervé Lenoir (saison 9, épisode 1 : Sans mobile apparent)
- 2005 - 2014 : RIS police scientifique : Pierre Morand, capitaine de police (saisons 1 à 9)
- 2006 : Joséphine, ange gardien : Daniel (saison 10, épisode 1 : La couleur de l'amour)
- 2009 : Le juge est une femme : Marco Bianchi (saison 7, épisode 1 : Les Diamants du palais)
- 2012 : Famille d'accueil : Jérôme
- 2012 : Moi à ton âge de Bruno Garcia : Raphaël
- 2013 : Camping Paradis de Bruno Garcia : Alain (saison 4, épisode 4 : Indiana Camping)
- 2014 : Joséphine, ange gardien : Franck (saison 14, épisode 7 : Double foyer)
- 2015 : Meurtres à La Rochelle d'Étienne Dhaene : Francis Morange
- 2015 : Rappelle-toi de Xavier Durringer : l'avocat de Kardec
- 2016 :  Section de recherches : Georges Gaubert (saison 10, épisode 3 : Escalade)
- 2017 : Camping Paradis de Nicolas Copin : Paul (saison 9, épisode 2 : Tel épris qui croyait prendre)
- 2017 : La Mort dans l'âme de Xavier Durringer : le bâtonnier
- 2017 : On va s'aimer un peu, beaucoup... : Maître Frédéric Blondieu
- 2018 : Les Mystères de la basilique de François Guérin : François
- 2018 : Un si grand soleil : Bertrand Méro
- 2020 : Un mauvais garçon de Xavier Durringer : Guillaume
- 2020 : La Fugue de Xavier Durringer : Le principal
- 2020 : Crimes parfaits : Gérard Vannier (saison 3, épisode 7 : Légitime défiance)
- 2021 : Alexandra Ehle : Sylvain Amblard (saison 2, épisode 3 : Le Miracle)
- 2021 - 2022 : Demain nous appartient : Pierre Jacob
- 2022 : Marianne d'Alexandre Charlot, Franck Magnier et Myriam Vinocour : commissaire Franco

## Distinctions
- 1995 : Meilleur second rôle masculin (Prix du Jury) au Festival Jean Carmet de Moulins pour son interprétation dans Rosine de Christine Carrière